# Carminho

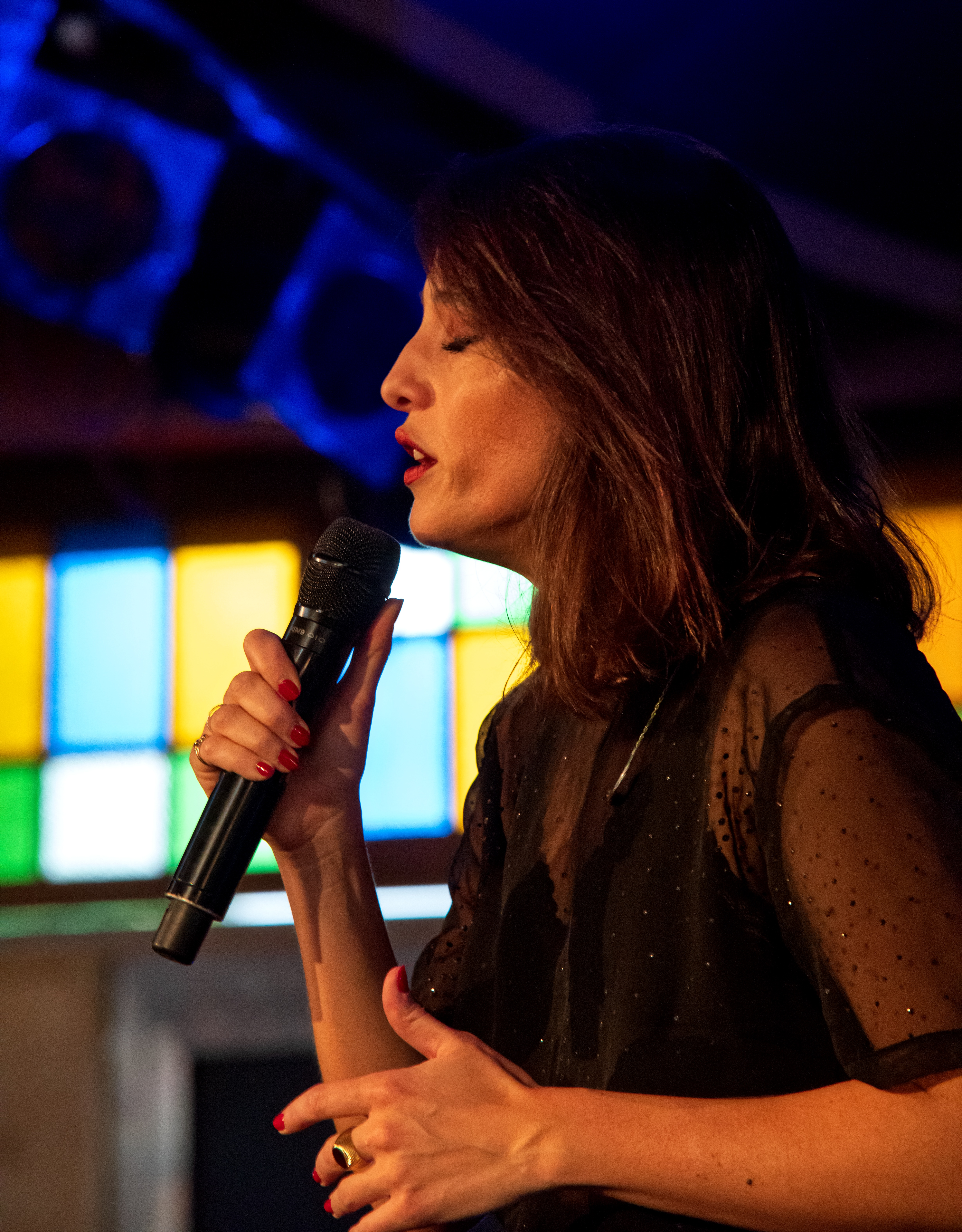

Maria do Carmo de Carvalho Rebelo de Andrade (Lissabon, 20 augustus 1984), beter bekend onder haar artiestennaam Carminho, is een Portugees zangeres en songwriter. Ze combineert fado met andere stijlen zoals Braziliaanse muziek en pop.
Carminho trad verschillende keren op in Nederland, onder andere in TivoliVredenburg en Muziekgebouw aan 't IJ.

## Levensloop
Carminho is de dochter van fadozangeres Teresa Siqueira. Thuis luisterden ze veel naar fado. Als twaalfjarige trad Carminho voor het eerst op in Lissabon. Daarna trad ze regelmatig op in fadohuizen, waar ze veel leerde van de zangers die daar optraden.

## Muzikale loopbaan
In 2005 ontving Carminho de Prémio Amália Revelação award.
In 2007 werkte ze mee aan de muziekfilm Fados van Carlos Saura.
Carminho bracht in 2009 haar debuutalbum 'Fado' uit in Portugal. Het album bereikte de platina status in Portugal. Later werd dit album ook uitgebracht in andere landen. Het Britse tijdschrift Songlines riep het uit tot album van het jaar 2011.
In 2011 zong Carminho mee op 'Perdoname' van Pablo Alborán. Ze werd hiermee de eerste Portugese artiest ooit met een nummer 1-hit in Spanje.
Op haar 2e album 'Alma' (2012) zong ze duetten met de Braziliaanse zangers Chico Buarque, Milton Nascimento en Nana Caymmi.
In 2013 werkte ze mee aan het duettenalbum Fado e Amor van Carlos do Carmo.
In 2014 bracht ze haar 3e album Canto uit. De Braziliaanse zangeres Marisa Monte zong mee op dit album en de Spaanse gitarist Javier Limón begeleidde Carminho op gitaar.
in 2014 was Carminho te gast in het Nederlandse tv-programma Vrije Geluiden.
Op haar 4e album, Carmhino Canto Tom Jobim (2016), zong Carminho werk van de Braziliaanse zanger en songwriter Antonio Carlos Jobim. De Braziliaanse zangers Marisa Monte, Chico Buarque en Maria Bethânia werkten mee aan dit album.
Op haar album Portuguesa (2023) zong Carminho een aantal traditionele en nieuwe fadoliedjes. Vernieuwend op dit album was het gebruik van moderne instrumenten als elektrische gitaar, pedal steelgitaar en mellotron. Het album kreeg positieve recensies in onder andere De Standaard, The Times, Público en Songlines. Songlines schreef dat Carminho haar eigen persoonlijke visie op het genre had geperfectioneerd. De Standaard schreef dat Carminho "vooral verleidt met haar stem, die rauw of teder klinkt, zich wentelt in pijn of vrolijk wegdanst." Carminho werd met dit album genomineerd voor een Latin Grammy Award in de categorie Best Portuguese Language Roots Album.
In 2023 was Carminho kort te zien als fadozangeres in de film Poor Things.
In 2024 bracht Carminho de EP Carminho at Electrical Audio uit. Deze EP werd geproduceerd door Steve Albini en bevatte een duet met Caetano Veloso. In januari 2025 trad Carminho op in NPR's Tiny Desk, waar ze onder andere songs van deze EP ten gehore bracht.

## Erkenning en waardering
Carminho's albums en optredens werden positief besproken in verschillende media. Muziekjournalist Ton Maas schreef in 2014 over Carminho:
"Eindelijk is er weer iemand opgestaan die de fado zingt alsof haar leven ervan afhangt, en die de emotie uit haar lijf perst tot de stembanden rafelen. De getormenteerde passie die bij anderen soms geforceerd en theatraal overkomt is bij haar volstrekt geloofwaardig."

## Discografie

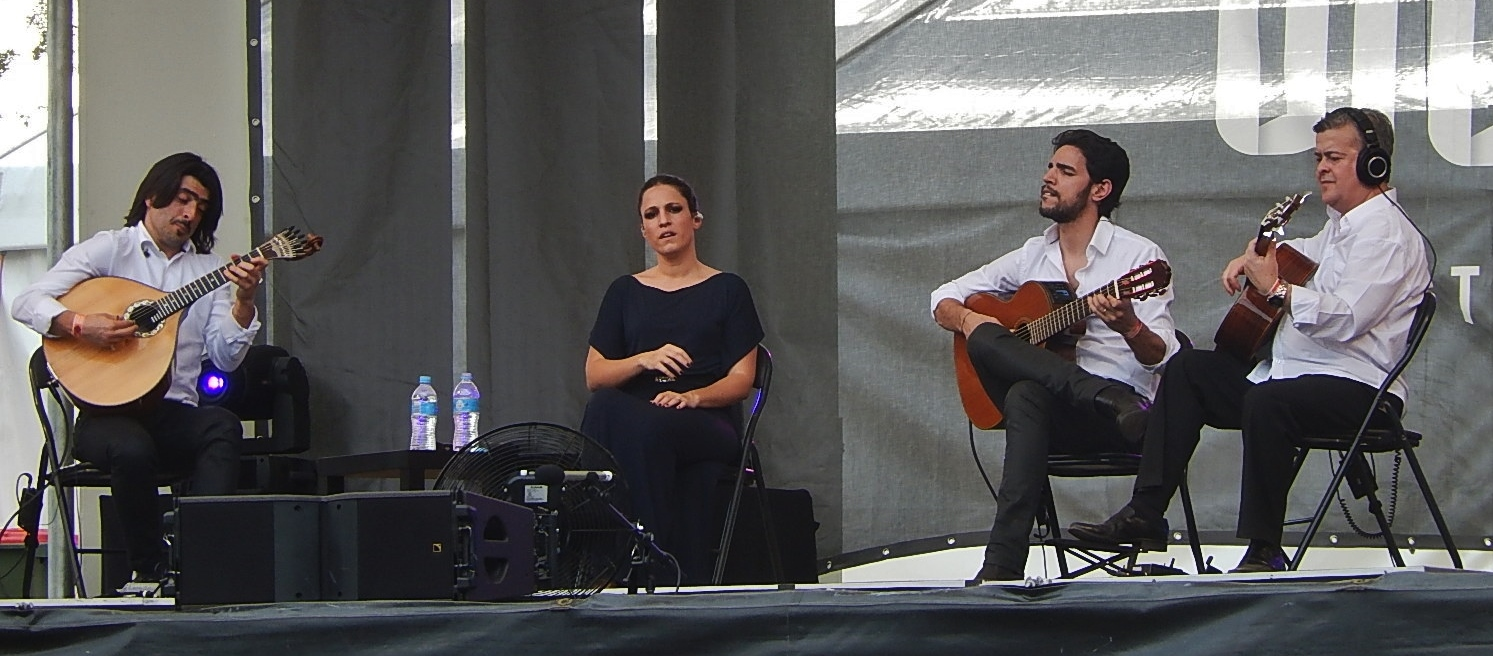

| Titel                    | Jaar | Platenlabel  |
| ------------------------ | ---- | ------------ |
| Fado                     | 2009 | EMI Music    |
| Alma                     | 2012 | EMI Music    |
| Canto                    | 2014 | Warner Music |
| Carminho Canta Tom Jobim | 2016 | Warner Music |
| Maria                    | 2018 | Warner Music |
| Portuguesa               | 2023 | Warner Music |